# Ceradenia alboglandulosa
Ceradenia alboglandulosa är en stensöteväxtart som först beskrevs av Roland Napoléon Bonaparte, och fick sitt nu gällande namn av Barbara S. Parris. Ceradenia alboglandulosa ingår i släktet Ceradenia och familjen Polypodiaceae. Inga underarter finns listade.